# Арти (Атлантические Пиренеи)
Арти́ (фр. Artix) — коммуна во Франции, находится в регионе Аквитания. Департамент — Атлантические Пиренеи. Входит в состав кантона Арти-э-Пеи-де-Субестр. Округ коммуны — По.
Код INSEE коммуны — 64061.

## География

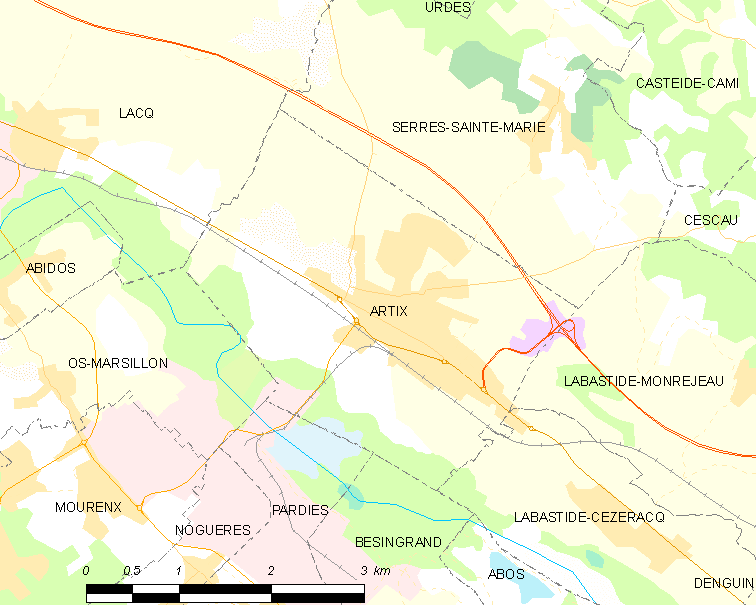
Карта коммуны

Коммуна расположена приблизительно в 650 км к югу от Парижа, в 160 км южнее Бордо, в 20 км к северо-западу от По.
На юго-западе коммуны протекает река Гав-де-По.

### Климат
Климат тёплый океанический. Зима мягкая, средняя температура января — от +5°С до +13°С, температуры ниже −10 °C бывают редко. Снег выпадает около 15 дней в году с ноября по апрель. Максимальная температура летом порядка 20-30 °C, выше 35 °C бывает очень редко. Количество осадков высокое, порядка 1100 мм в год. Характерна безветренная погода, сильные ветры очень редки.

## Население
Население коммуны на 2010 год составляло 3471 человек.
| 1962 | 1968 | 1975 | 1982 | 1990 | 1999 | 2010 |
| ---- | ---- | ---- | ---- | ---- | ---- | ---- |
| 2207 | 2932 | 3161 | 3332 | 3038 | 3126 | 3471 |

## Администрация
| Период | Период | Фамилия               | Партия                                                                      | Примечания                            |
| ------ | ------ | --------------------- | --------------------------------------------------------------------------- | ------------------------------------- |
| 1960   | 1989   | Морис Плантье         | Союз демократов в поддержку республики → Объединение в поддержку республики | генеральный советник кантона, депутат |
| 1989   | 2001   | Реймон Элиссонд       | Социалистическая партия                                                     |                                       |
| 2001   | 2008   | Жан-Поль О-Пале       | беспартийный                                                                |                                       |
| 2008   | 2020   | Жан-Мари Бержере-Терк | Социалистическая партия                                                     |                                       |

## Экономика
В 2010 году среди 2105 человек трудоспособного возраста (15-64 лет) 1557 были экономически активными, 548 — неактивными (показатель активности — 74,0 %, в 1999 году было 65,6 %). Из 1557 активных жителей работали 1388 человек (753 мужчины и 635 женщин), безработных было 169 (77 мужчин и 92 женщины). Среди 548 неактивных 192 человека были учениками или студентами, 167 — пенсионерами, 189 были неактивными по другим причинам.

## Достопримечательности
- Церковь Св. Петра (XIX век)[4]

## Города-побратимы
- Саседон (Испания, с 1992)
- Сонг-Наба (Буркина-Фасо, с 1995)

## Фотогалерея

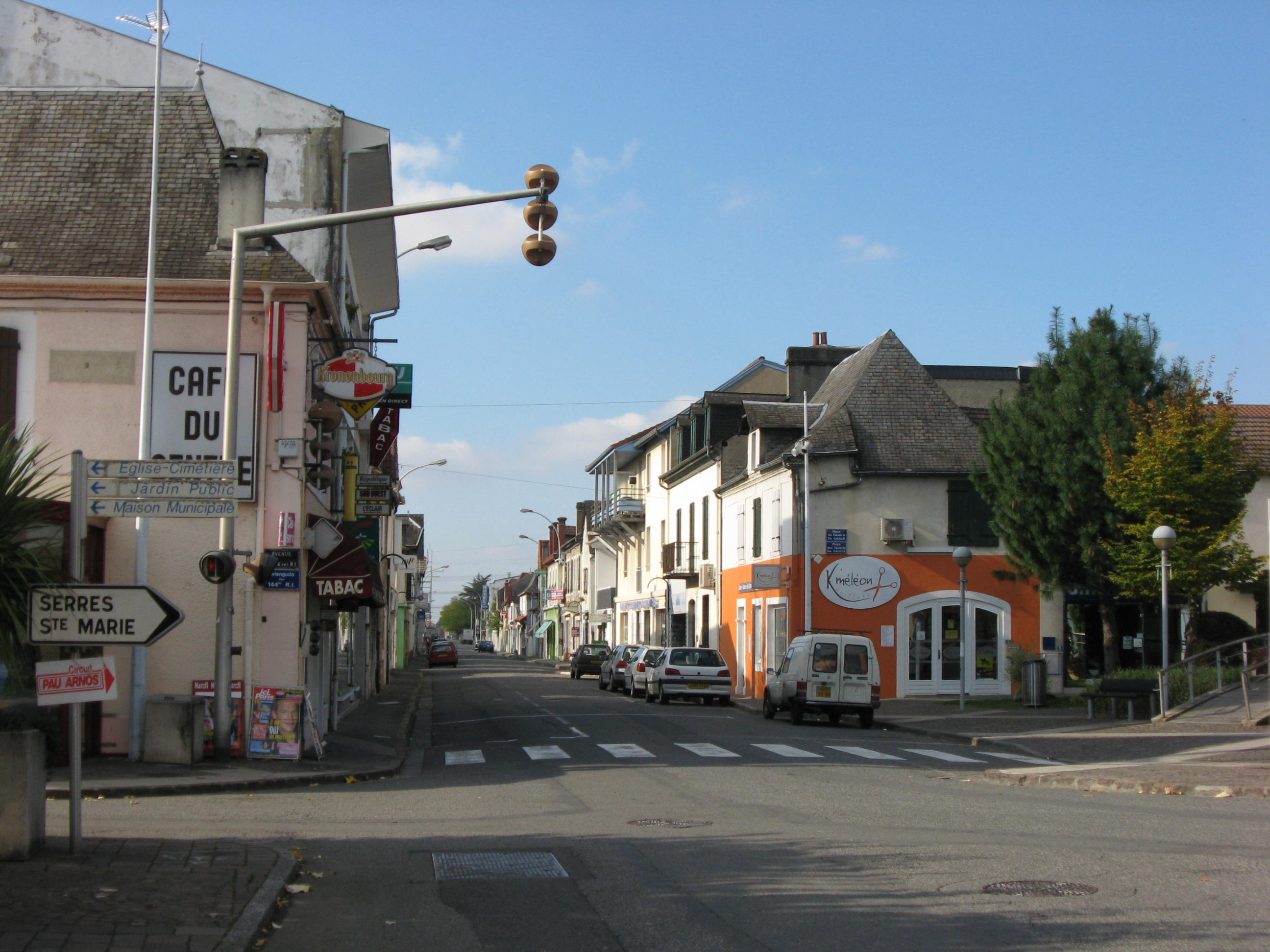
Центральная улица
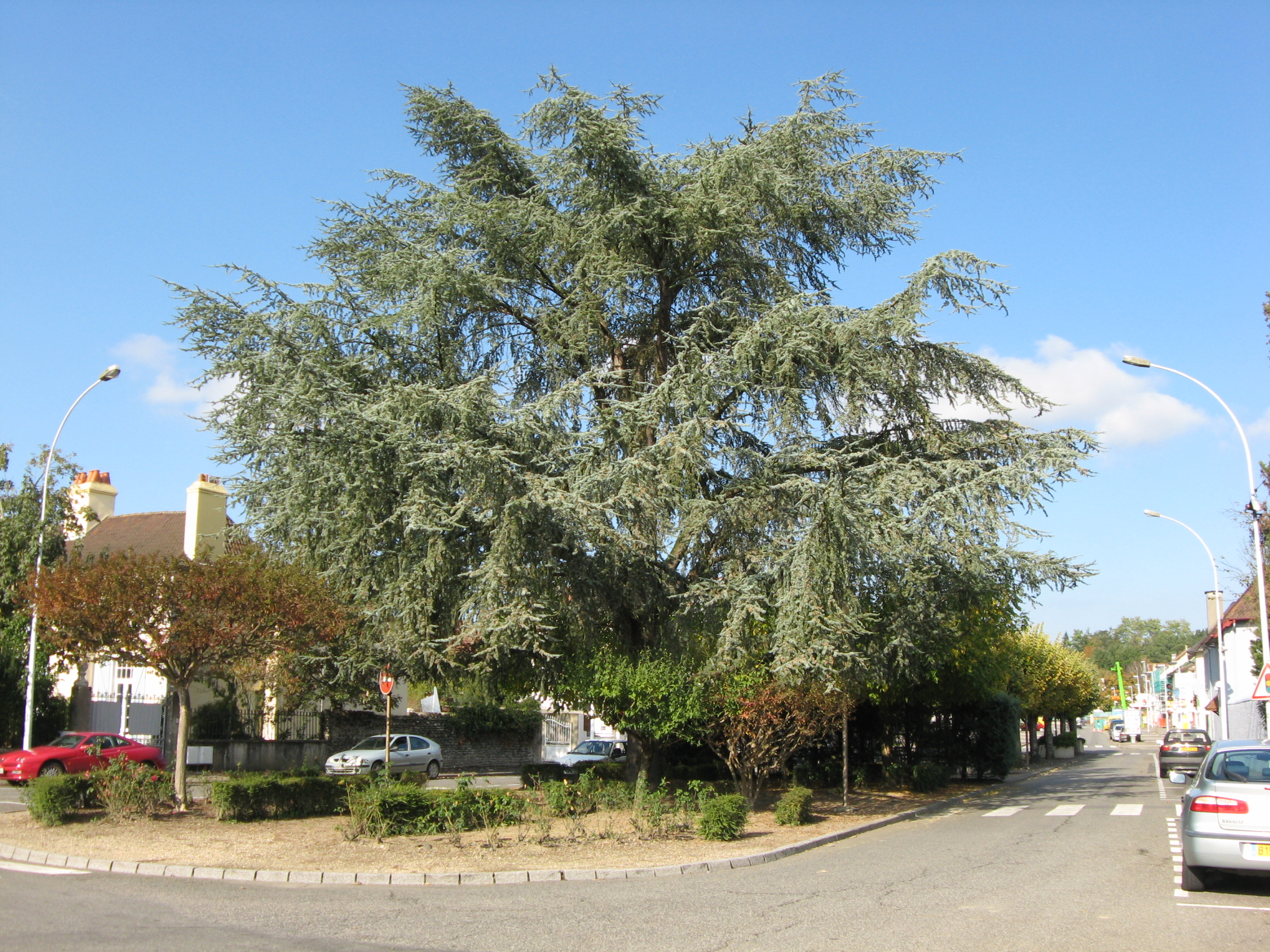
Арти
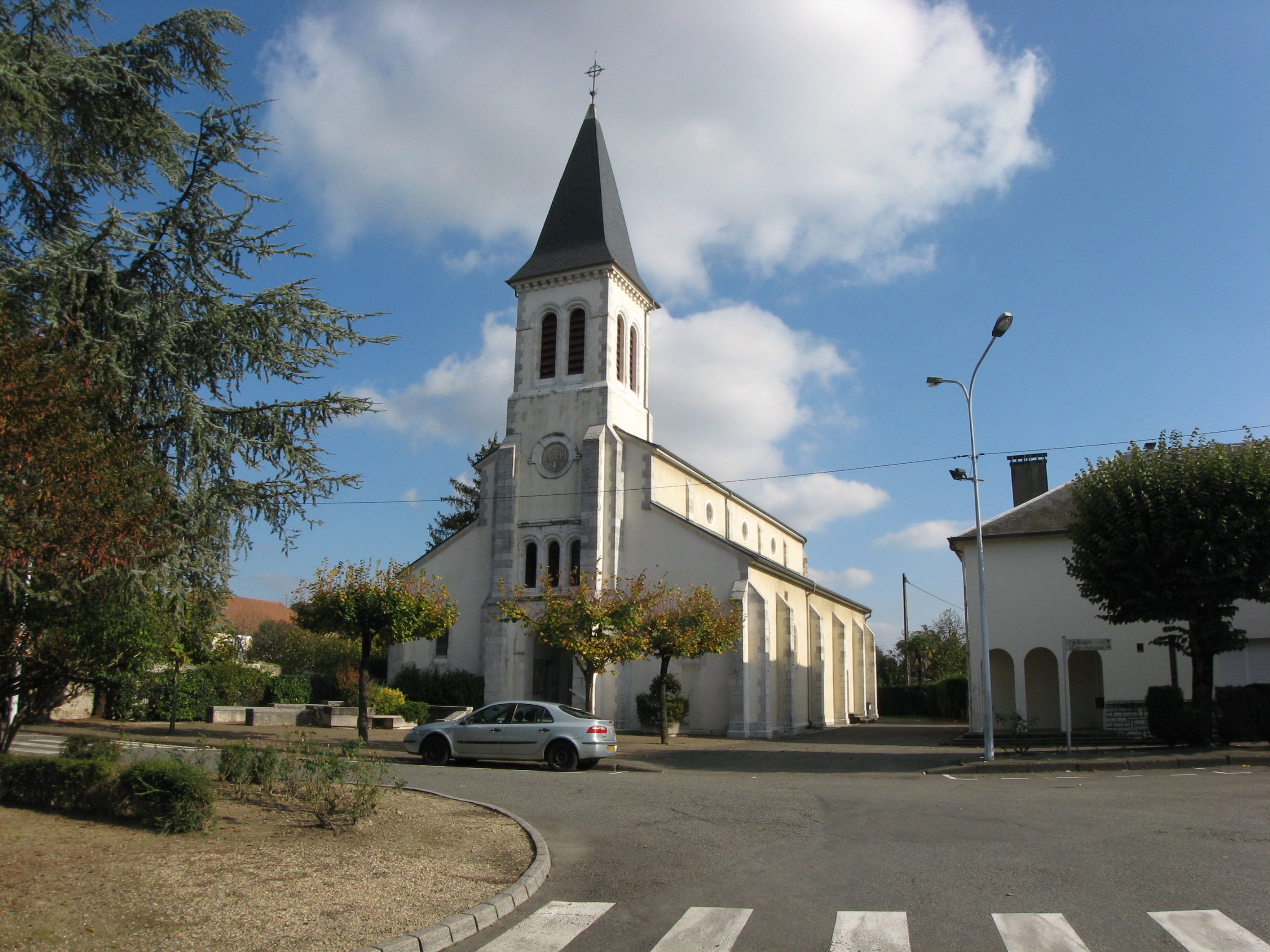
Церковь Св. Петра
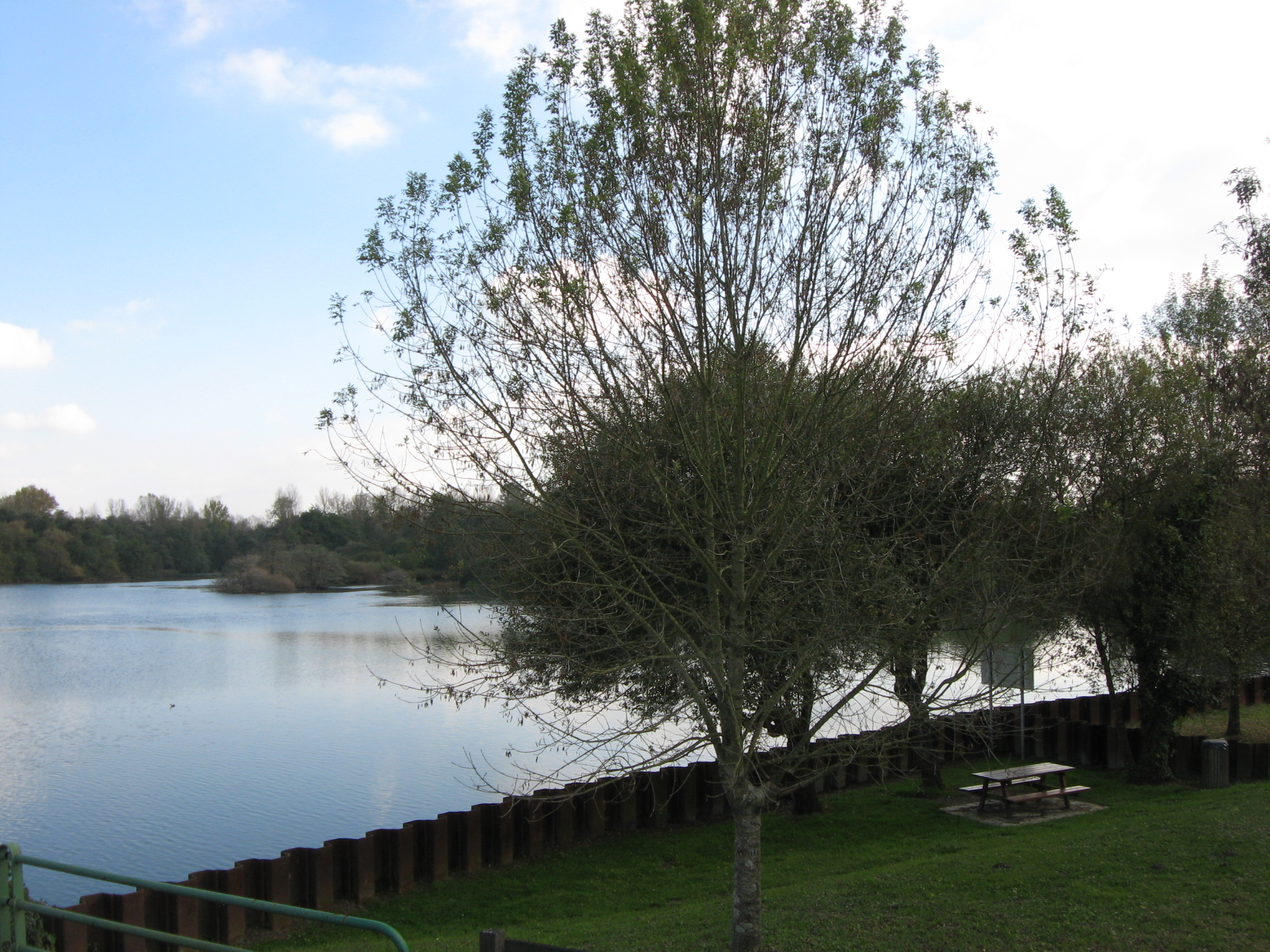
Озеро